# Carangoides bartholomaei
Espèce
Répartition géographique
Synonymes
- Carangoides bartholomaei (Cuvier, 1833)[1]
- Caranx bartholomaei Cuvier, 1833[2] [3]
- Citula bartholomaei (Cuvier, 1833)[1]

Statut de conservation UICN

 LC  : Préoccupation mineure
Carangoides bartholomaei, communément appelé Carangue grasse, est une espèce de poissons de haute mer de la famille des Carangidae. C'est l'un des deux seuls représentants de son genre dans l'océan Atlantique, vivant dans les eaux au large de la côte est de l'Amérique depuis le Massachusetts au nord jusqu'au Brésil au sud, ainsi qu'autour d'un certain nombre d'îles côtières.

## Description
Carangoides bartholomaei se distingue des espèces voisines par la longueur de sa mâchoire, ainsi que par le nombre de rayons des nageoires. C'est un assez gros poisson, pouvant atteindre une longueur maximale de 1 m et un poids de 14 kg. Elle habite les récifs et en mer, se déplace seule ou en petit banc, se nourrissant principalement d'autres petits poissons. Des études faites dans les Caraïbes suggèrent que l'espèce atteint sa maturité sexuelle entre 23 et 32 cm, et se reproduit dans les eaux du large de février à octobre.
Carangoides bartholomaei est de peu d'importance économique, pêchée à la ligne et au filet et est considérée comme un poisson de qualité assez moyenne au goût. Elle est souvent capturée par les pêcheurs à la ligne, qui lui préfèrent ses parents plus grands.

## Étymologie
Son nom spécifique, bartholomaei, fait référence à l'île de Saint-Barthélemy dans les Petites Antilles.